# Czarnożyły
Czarnożyły è un comune rurale polacco del distretto di Wieluń, nel voivodato di Łódź.
Ricopre una superficie di 69,9 km² e nel 2004 contava 4 590 abitanti.